# Municipio de Afton (condado de Brookings)
El municipio de Afton (en inglés: Afton Township) es un municipio ubicado en el condado de Brookings en el estado estadounidense de Dakota del Sur. En el año 2010 tenía una población de 212 habitantes y una densidad poblacional de 2,31 personas por km².

## Geografía
El municipio de Afton se encuentra ubicado en las coordenadas 44°24′44″N 96°42′27″O / 44.41222, -96.70750. Según la Oficina del Censo de los Estados Unidos, el municipio tiene una superficie total de 91.65 km², de la cual 91,65 km² corresponden a tierra firme y (0 %) 0 km² es agua.

## Demografía
Según el censo de 2010, había 212 personas residiendo en el municipio de Afton. La densidad de población era de 2,31 hab./km². De los 212 habitantes, el municipio de Afton estaba compuesto por el 100 % blancos. Del total de la población el 0,47 % eran hispanos o latinos de cualquier raza.